# Menace (droit)
Pour les articles homonymes, voir menace.

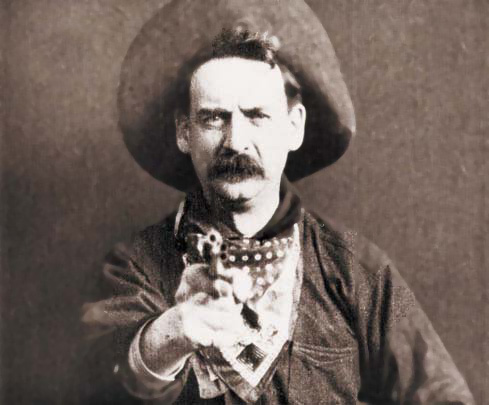
L'acteur Justus D. Barnes dans Le Vol du grand rapide (1903). Les menaces peuvent être subtiles ou pas.

Une menace est un acte de coercition impliquant la déclaration qu'une action sera entreprise si une réponse indésirable est donnée. Elle implique le fait qu'une personne physique ou une entité ait la possibilité ou bien l'intention (affichée ou non) d'infliger des blessures, la mort ou des dommages matériels à une autre personne ou groupe de personnes.
Certains comportements menaçants, telle l'intimidation, sont observés chez plusieurs animaux tels les requins.
Selon leurs formes, les menaces sont considérées comme criminelles selon plusieurs juridictions.

## Types
Les menaces impliquant l'obtention d'un avantage pécuniaire ou la contrainte d'une personne à agir contre sa volonté font partie des menaces les plus communément condamnées par la loi.

## Encadrements juridiques

### Allemagne
Les mesures traitant des menaces se trouvent dans le Strafgesetzbuch § 241

### Brésil
Au Brésil, selon l'article 147 du code criminel brésilien, la menace de causer des dommages injustes et graves est punie de trois mois à un an de prison.

### Canada

#### Droit pénaɬ canadien
En droit pénal canadien, le Code criminel prévoit l'infraction de proférer des menaces à l'article 264.1 C.cr. . Cette infraction prévoit plusieurs types de menaces : 1) les menaces de mort 2) les menaces de causer des lésions corporelles à quelqu'un 3) les menaces de brûler, détruire ou endommager des biens meubles ou immeubles 4) les menaces de tuer, empoisonner ou blesser un animal ou un oiseau qui est la propriété de quelqu’un.
En outre, l'article 265 b) C.cr. prévoit que commettre l'infraction de voie de fait n'est pas seulement d'employer la force contre une personne, mais aussi de menacer de le faire.

#### Common law canadienne et droit civil québécois
Sous l'angle de la common law, les menaces de voie de fait peuvent entrer dans le cadre du délit civil de voie de fait, car ce délit civil n'englobe pas seulement les violences physiques, mais aussi les menaces crédibles de passer à l'action, d'après l'arrêt Warman de la Cour supérieure de justice de l'Ontario et les auteurs Linden, Klar et Feldhausen. 
Sous l'angle du droit civil québécois, il s'agit d'une faute extracontractuelle au sens de l'article 1457 du Code civil du Québec et de la doctrine des auteurs Baudouin, Deslauriers et Moore.

### États-Unis
Aux États-Unis, il est illégal de menacer ; (1) de recourir à une arme mortelle sur une autre personne ; (2) de blesser une autre personne ou une propriété ; (3) de blesser la réputation.
Les lois fédérales impliquent également des mesures concernant les true threats (en) transmises par le United States Postal Service. Certains États condamnent la cyberintimidation.

### France
Du point de vue de la répression, la menace de commettre un crime ou un délit contre les personnes dont la tentative est punissable, est punie de six mois d'emprisonnement et de 7 500 € d'amende lorsqu'elle est soit réitérée, soit matérialisée par un écrit, une image ou tout autre objet  La peine est portée à trois ans d'emprisonnement et à 45 000 € d'amende s'il s'agit d'une menace de mort .

### Suisse
En Suisse, la menace et la contrainte sont définies dans les articles 180 (« Menaces ») et 181 (« Contrainte ») du Code pénal suisse. L'article 180 indique : « Celui qui, par une menace grave, aura alarmé ou effrayé une personne sera, sur plainte, puni d’une peine privative de liberté de trois ans au plus ou d’une peine pécuniaire » (l'alinéa 2 précise les cas dans lesquels la poursuite aura lieu d’office).